# Матч СРСР — США з легкої атлетики 1962
Матч СРСР — США з легкої атлетики 1962 був проведений 21-22 липня у Стенфорді на однойменному стадіоні.

## Результати

### Чоловіки
| Місце | Атлет        | Результат |
| ----- | ------------ | --------- |
| 1     | Боб Гейс     | 10,2      |
| 2     | Роджер Сеєрс | 10,2      |
| 3     | Амін Туяков  | 10,4      |
| 4     | Едвін Озолін | 10,5      |

| Місце | Атлет        | Результат |
| ----- | ------------ | --------- |
| 1     | Пол Дрейтон  | 20,8      |
| 2     | Роджер Сеєрс | 20,9      |
| 3     | Едвін Озолін | 21,2      |
| 4     | Амін Туяков  | 21,5      |

| Місце | Атлет          | Результат |
| ----- | -------------- | --------- |
| 1     | Уліс Вільямс   | 46,4      |
| 2     | Рей Седдлер    | 46,8      |
| 3     | Вадим Архипчук | 46,9      |
| 4     | Віктор Бичков  | 47,9      |

| Місце | Атлет           | Результат |
| ----- | --------------- | --------- |
| 1     | Джеррі Зіберт   | 1.46,4    |
| 2     | Джім Дюпрі      | 1.46,8    |
| 3     | Валерій Булишев | 1.48,0    |
| 4     | Абрам Кривошеєв | 1.49,6    |

| Місце | Атлет           | Результат |
| ----- | --------------- | --------- |
| 1     | Джеймс Бітті    | 3.39,9 NR |
| 2     | Іван Бєлицький  | 3.41,0 NR |
| 3     | Кіт Форман      | 3.41,2    |
| 4     | Василь Савинков | 3.48,8    |

| Місце | Атлет             | Результат |
| ----- | ----------------- | --------- |
| 1     | Петро Болотников  | 13.55,6   |
| 2     | Валентин Самойлов | 14.05,4   |
| 3     | Чарльз Кларк      | 14.09,8   |
| 4     | Джон Гуткнехт     | 15.31,5   |

| Місце | Атлет            | Результат |
| ----- | ---------------- | --------- |
| 1     | Петро Болотников | 29.17,8   |
| 2     | Леонід Іванов    | 29.30,3   |
| 3     | Макс Трукс       | 29.36,1   |
| 4     | Пітер Мак-Ардл   | 29.57,3   |

| Місце | Атлет             | Результат |
| ----- | ----------------- | --------- |
| 1     | Джеррі Тарр       | 13,4      |
| 2     | Гейс Джонс        | 13,7      |
| 3     | Анатолій Михайлов | 13,8      |
| 4     | Валентин Чистяков | 14,5      |

| Місце | Атлет             | Результат |
| ----- | ----------------- | --------- |
| 1     | Віллі Аттерберрі  | 50,3      |
| 2     | Рекс Коулі        | 50,5      |
| 3     | Василь Анисимов   | 50,9      |
| 4     | Георгій Чевичалов | 51,2      |

| Місце | Атлет               | Результат |
| ----- | ------------------- | --------- |
| 1     | Микола Соколов      | 8.42,3    |
| 2     | Джордж Янг          | 8.44,7    |
| 3     | Пет Трейнор         | 8.50,0    |
| 4     | Володимир Євдокимов | 9.02,0    |

| Місце | Команда                                                           | Результат |
| ----- | ----------------------------------------------------------------- | --------- |
| 1     | США Гейс Джонс Боб Гейс Гомер Джонс Пол Дрейтон                   | 39,6      |
| 2     | СРСР Амін Туяков Едвін Озолін Слава Прохоровський Микола Політико | 40,3      |

| Місце | Команда                                                                                          | Результат |
| ----- | ------------------------------------------------------------------------------------------------ | --------- |
| 1     | США Рей Седдлер (46,8) Рекс Коулі (46,2) Дейв Арчибальд (45,4) Уліс Вільямс (45,4)               | 3.03,8    |
| 2     | СРСР Вадим Архипчук (47,7) Віктор Бичков (47,3) Василь Анисимов (47,0) Григорій Свербетов (47,9) | 3.09,9    |

| Місце | Атлет                | Результат |
| ----- | -------------------- | --------- |
| 1     | Володимир Голубничий | 1:37.51,3 |
| 2     | Анатолій Ведяков     | 1:38.28,3 |
| 3     | Рональд Зінн         | 1:43.34,1 |
| 4     | Джон Аллен           | 1:44.04,4 |

| Місце | Атлет           | Результат |
| ----- | --------------- | --------- |
| 1     | Валерій Брумель | 2,26 WR   |
| 2     | Джін Джонсон    | 2,13      |
| 3     | Віктор Большов  | 2,08      |
| 4     | Джон Томас      | 2,08      |

| Місце | Атлет         | Результат |
| ----- | ------------- | --------- |
| 1     | Рон Морріс    | 4,90      |
| 2     | Ігор Петренко | 4,60      |
| 3     | Ігор Фельд    | 4,50      |
|       | Джон Крамер   | NM        |

| Місце | Атлет             | Результат |
| ----- | ----------------- | --------- |
| 1     | Ральф Бостон      | 8,15      |
| 2     | Ігор Тер-Ованесян | 8,09      |
| 3     | Пол Ворфілд       | 7,87      |
| 4     | Дмитро Бондаренко | 7,73      |

| Місце | Атлет            | Результат |
| ----- | ---------------- | --------- |
| 1     | Володимир Горяєв | 16,60     |
| 2     | Олег Федосеєв    | 16,20     |
| 3     | Білл Шарп        | 15,96     |
| 4     | Герман Стоукс    | 15,69     |

| Місце | Атлет          | Результат |
| ----- | -------------- | --------- |
| 1     | Даллас Лонг    | 19,53     |
| 2     | Гарі Губнер    | 18,97     |
| 3     | Віктор Ліпсніс | 18,93 NR  |
| 4     | Кім Буханцов   | 15,30     |

| Місце | Атлет               | Результат |
| ----- | ------------------- | --------- |
| 1     | Ел Ортер            | 60,93     |
| 2     | Рінк Бабка          | 59,09     |
| 3     | Володимир Трусеньов | 57,84     |
| 4     | Кім Буханцов        | 56,21     |

| Місце | Атлет               | Результат |
| ----- | ------------------- | --------- |
| 1     | Гарольд Конноллі    | 70,66 WR  |
| 2     | Олексій Балтовський | 67,42     |
| 3     | Юрій Бакаринов      | 65,81     |
| 4     | Альберт Голл        | 65,57     |

| Місце | Атлет            | Результат |
| ----- | ---------------- | --------- |
| 1     | Яніс Лусіс       | 82,09     |
| 2     | Віктор Цибуленко | 78,08     |
| 3     | Ден Стадні       | 74,67     |
| 4     | Нік Ковалакідес  | 72,63     |

| Місце | Атлет           | Результат |
| ----- | --------------- | --------- |
| 1     | Василь Кузнецов | 7830      |
| 2     | Пол Герман      | 7653      |
| 3     | Стів Полі       | 6996      |
|       | Юрій Кутенко    | DNF       |

### Жінки
| Місце | Атлетка       | Результат |
| ----- | ------------- | --------- |
| 1     | Вілма Рудолф  | 11,5      |
| 2     | Марія Іткіна  | 11,8      |
| 3     | Едіт Макгвайр | 11,8      |
| 4     | Галина Попова | 12,0      |

| Місце | Атлетка              | Результат |
| ----- | -------------------- | --------- |
| 1     | Вів'єн Браун         | 23,7      |
| 2     | Марія Іткіна         | 23,8      |
| 3     | Валентина Масловська | 24,3      |
| 4     | Керол Сміт           | 24,5      |

| Місце | Атлетка         | Результат |
| ----- | --------------- | --------- |
| 1     | Людмила Лисенко | 2.08,6    |
| 2     | Катерина Парлюк | 2.09,6    |
| 3     | Лія Беннетт     | 2.10,4 NR |
| 4     | Сенді Нотт      | 2.11,6    |

| Місце | Атлетка        | Результат |
| ----- | -------------- | --------- |
| 1     | Ірина Пресс    | 10,7      |
| 2     | Нілія Кулькова | 10,8      |
| 3     | Шеррі Періш    | 11,2      |
| 4     | Джо Енн Террі  | 11,3      |

| Місце | Команда                                                             | Результат |
| ----- | ------------------------------------------------------------------- | --------- |
| 1     | США Віллі Вайт Едіт Макгвайр Вів'єн Браун Вілма Рудолф              | 44,6      |
| 2     | СРСР Людмила Мотіна Валентина Масловська Марія Іткіна Галина Попова | 44,9      |

| Місце | Атлетка           | Результат |
| ----- | ----------------- | --------- |
| 1     | Таїсія Ченчик     | 1,70      |
| 2     | Галина Євсюкова   | 1,65      |
| 3     | Барбара Браун     | 1,60      |
| 4     | Естель Баскервіль | 1,55      |

| Місце | Атлетка          | Результат |
| ----- | ---------------- | --------- |
| 1     | Тетяна Щелканова | 6,39      |
| 2     | Віллі Вайт       | 6,18      |
| 3     | Віра Крепкіна    | 5,93      |
| 4     | Едіт Макгвайр    | 5,73      |

| Місце | Атлетка       | Результат |
| ----- | ------------- | --------- |
| 1     | Тамара Пресс  | 17,39     |
| 2     | Галина Зибіна | 16,78     |
| 3     | Ерлін Браун   | 14,91     |
| 4     | Синтія Вайт   | 14,23     |

| Місце | Атлетка         | Результат |
| ----- | --------------- | --------- |
| 1     | Тамара Пресс    | 57,74     |
| 2     | Ольга Конноллі  | 50,95     |
| 3     | Антоніна Попова | 49,53     |
| 4     | Шерон Шепард    | 46,10     |

| Місце | Атлетка            | Результат |
| ----- | ------------------ | --------- |
| 1     | Ельвіра Озоліна    | 54,79     |
| 2     | Алевтина Шаститько | 51,13     |
| 3     | Реней Бейр         | 44,82     |
| 4     | Карен Мендайка     | 43,46     |

## Командний залік
|                 | СРСР | США |
| --------------- | ---- | --- |
| Чоловіки        | 107  | 128 |
| Жінки           | 66   | 41  |
| Загальний залік | 173  | 169 |

## Відео
- Відеоролік про матч на YouTube (англ.)